# Шыршысу
Шыршысу (каз. Шыршысу) — село в Зайсанском районе Восточно-Казахстанской области Казахстана. Входит в состав Айнабулакского сельского округа. Код КАТО — 634645600.

## Население
В 1999 году население села составляло 120 человек (60 мужчин и 60 женщин). По данным переписи 2009 года, в селе проживало 130 человек (76 мужчин и 54 женщины).